# Строгановская премия
Строгановская премия — общественная награда за высокие достижения в различных сферах деятельности людей, прославивших своими делами Пермский край и его жителей. В разные годы лауреатами премии становились дирижер Теодор Курентзис, писатели Алексей Иванов и Леонид Юзефович, космонавты Алексей Леонов и Виктор Савиных, режиссеры Георгий Исаакян, Сергей Федотов, Михаил Скоморохов, ученые Валерий Черешнев, Владимир Маланин, Ирина Ившина, Георгий Чагин и другие
Строгановская премия учреждена в конце 2005 года Пермским землячеством по инициативе предпринимателя Андрея Кузяева и с 2006 года вручается ежегодно.
Присуждается по шести номинациям:
- за честь и достоинство;
- за высокие достижения в общественной деятельности;
- за высокие достижения в экономике и управлении;
- за высокие достижения в науке и технике;
- за высокие достижения в области искусства и культуры;
- за высокие достижения в спорте.

Решение о присуждении премии принимает Правление Пермского землячества на основании предложений комиссии по отбору претендентов на Строгановскую премию (председатель комиссии Игорь Шубин). Победители получают денежный приз — 500 тыс. руб., серебряный знак, а также диплом лауреата вместе с бронзовой статуэткой Аники Строганова.